# Walsh-Nunatak
Der Walsh-Nunatak ist ein rund 1600 m hoher Nunatak im Palmerland auf der Antarktischen Halbinsel. In den Dana Mountains ragt er 13 km südwestlich des Mount Axworthy an der Nordflanke des Haines-Gletschers auf.
Der United States Geological Survey kartierte ihn anhand von Vermessungen und mit Hilfe von zwischen 1961 und 1967 entstandenen Luftaufnahmen der United States Navy. Das Advisory Committee on Antarctic Names benannte ihn 1968 nach dem Biologen John J. Walsh, der von 1965 bis 1966 an der Expeditionsfahrt der USCGC Eastwind von der Palmer-Station aus teilgenommen hatte.